# Olympische Sommerspiele 1932/Teilnehmer (Deutsches Reich)
| Gelbes Symbol für Goldmedaillen mit stilisierten Olympischen Ringen | Graues Symbol für Silbermedaillen mit stilisierten Olympischen Ringen | Braundes Symbol für Bronzemedaillen mit stilisierten Olympischen Ringen |
| ------------------------------------------------------------------- | --------------------------------------------------------------------- | ----------------------------------------------------------------------- |
| 3                                                                   | 12                                                                    | 5                                                                       |

Deutschland nahm an den Olympischen Sommerspielen 1932 in Los Angeles, USA, mit einer Mannschaft von 144 Sportlern und Künstlern (135 Männer und 9 Frauen) teil. Unter ihnen befanden sich 83 Athleten (76 Männer und 7 Frauen). Da die Finanzierung durch die Weltwirtschaftskrise völlig ungewiss war, man aber als Veranstalter der nächsten Sommerspiele nicht nur mit einer sehr kleinen Mannschaft antreten wollte, ermöglichte das deutsche NOK den ersten Sechs der jeweiligen Deutschen Meisterschaften bzw. den Funktionären, die aufgrund ihrer Stellung im Verband normalerweise mitgenommen worden wären, auf eigene Rechnung (oder der von Freunden und Sponsoren) nach Los Angeles zu fahren.
Bei der Eröffnungsfeier war der Ringer Georg Gehring der Fahnenträger beim Einmarsch der Nationen.

## Medaillen
Deutschland belegte mit drei Gold-, zwölf Silber- und fünf Bronzemedaillen den neunten Platz im Medaillenspiegel.

### Medaillenspiegel
Die Angabe der Anzahl der Wettbewerbe bezieht sich auf die mit deutscher Beteiligung.
| Rang   | Sportart       | Goldmedaille – Olympiasieger | Silbermedaille – 2. Platz | Bronzemedaille – 3. Platz | Gesamt | Wettbewerbe |
| ------ | -------------- | ---------------------------- | ------------------------- | ------------------------- | ------ | ----------- |
| 1      | Gewichtheben   | 1                            | 2                         | 1                         | 4      | 3           |
| 2      | Rudern         | 1                            | 2                         | —                         | 3      | 4           |
| 3      | Ringen         | 1                            | 1                         | 1                         | 3      | 5           |
| 4      | Boxen          | —                            | 3                         | —                         | 3      | 8           |
| 5      | Leichtathletik | —                            | 2                         | 3                         | 5      | 24          |
| 6      | Schießen       | —                            | 1                         | —                         | 1      | 1           |
| 7      | Wasserball     | —                            | 1                         | —                         | 1      | 1           |
| Gesamt | Gesamt         | 3                            | 12                        | 5                         | 20     |             |

### Medaillengewinner

#### Gold
| Name                                                                    | Sportart     | Wettkampf                        |
| ----------------------------------------------------------------------- | ------------ | -------------------------------- |
| Hans Eller Horst Hoeck Walter Meyer Carlheinz Neumann Joachim Spremberg | Rudern       | Vierer mit Steuermann Männer     |
| Jakob Brendel                                                           | Ringen       | Griechisch-römisch Bantamgewicht |
| Rudolf Ismayr                                                           | Gewichtheben | Mittelgewicht                    |

#### Silber
| Name | Sportart       | Wettkampf                        |
| --- | -------------- | -------------------------------- |
| Erich Borchmeyer Fritz Hendrix Arthur Jonath Helmut Körnig                                                         | Leichtathletik | 4 × 100-m-Staffel                |
| Ellen Braumüller                                                                                                   | Leichtathletik | Speerwurf                        |
| Heinz Hax | Schießen       | Schnellfeuerpistole              |
| Jean Földeák | Ringen         | Griechisch-römisch Mittelgewicht |
| Karl Aletter Walter Flinsch Ernst Gaber Hans Maier                                                                 | Rudern         | Vierer ohne Steuermann           |
| Gerhard Boetzelen Herbert Buhtz                                                                                    | Rudern         | Doppelzweier                     |
| Erich Campe | Boxen          | Weltergewicht                    |
| Josef Schleinkofer                                                                                                 | Boxen          | Federgewicht                     |
| Hans Ziglarski | Boxen          | Bantamgewicht                    |
| Hans Wölpert | Gewichtheben   | Federgewicht                     |
| Wolfgang Ehrl | Gewichtheben   | Leichtgewicht                    |
| Emil Benecke Otto Cordes Hans Eckstein Fritz Gunst Erich Rademacher Joachim Rademacher Hans Schulze Heiko Schwartz | Wasserball     | Mannschaft                       |

#### Bronze
| Name              | Sportart       | Wettkampf                        |
| ----------------- | -------------- | -------------------------------- |
| Arthur Jonath     | Leichtathletik | 100 m                            |
| Wolrad Eberle     | Leichtathletik | Zehnkampf                        |
| Tilly Fleischer   | Leichtathletik | Speerwurf                        |
| Josef Straßberger | Gewichtheben   | Schwergewicht                    |
| Eduard Sperling   | Ringen         | Griechisch-römisch Leichtgewicht |

Ferner erhielten die Bergsteiger Franz und Toni Schmid den Prix olympique d’alpinisme. Toni Schmid wurde die Ehrung postum zuteil, er starb kurz zuvor bei der Besteigung der Nordwestwand des Großen Wiesbachhornes. Auch bei den Kunstwettbewerben erhielt Deutschland mehrere Auszeichnungen.

## Teilnehmer nach Sportarten

### Boxen
| Athleten           | Wettbewerb        | Achtelfinale       | Achtelfinale      | Viertelfinale    | Viertelfinale           | Halbfinale         | Halbfinale        | Finale          | Finale                  | Rang   |
| Athleten           | Wettbewerb        | Gegner             | Ergebnis          | Gegner           | Ergebnis                | Gegner             | Ergebnis          | Gegner          | Ergebnis                | Rang   |
| ------------------ | ----------------- | ------------------ | ----------------- | ---------------- | ----------------------- | ------------------ | ----------------- | --------------- | ----------------------- | ------ |
| Männer             |                   |                    |                   |                  |                         |                    |                   |                 |                         |        |
| Hans Berger        | Halbschwergewicht | –                  | –                 | David Carstens   | Niederlage nach Punkten | ausgeschieden      | ausgeschieden     | ausgeschieden   | ausgeschieden           | 5      |
| Hans Bernlöhr      | Mittelgewicht     | Bert Lowe          | Sieg nach Punkten | Roger Michelot   | Niederlage nach Punkten | ausgeschieden      | ausgeschieden     | ausgeschieden   | ausgeschieden           | 5      |
| Erich Campe        | Weltergewicht     | Aikoku Hirabayashi | Sieg nach Punkten | Carl Jensen      | Sieg nach Punkten       | Bruno Ahlberg      | Sieg nach Punkten | Edward Flynn    | Niederlage nach Punkten | Silber |
| Franz Kartz        | Leichtgewicht     | Otsu Shoko         | Sieg nach Punkten | Lawrence Stevens | Niederlage nach Punkten | ausgeschieden      | ausgeschieden     | ausgeschieden   | ausgeschieden           | 5      |
| Heinz Kohlhaas     | Schwergewicht     | –                  | –                 | George Maughan   | Niederlage nach Punkten | ausgeschieden      | ausgeschieden     | ausgeschieden   | ausgeschieden           | 5      |
| Josef Schleinkofer | Federgewicht      | Freilos            | Freilos           | John Keller      | Sieg nach Punkten       | Gaspare Alessandri | Sieg nach Punkten | Carmelo Robledo | Niederlage nach Punkten | Silber |
| Werner Spannagel   | Fliegengewicht    | Juan Josè Trillo   | Sieg nach Punkten | Louis Salica     | Niederlage nach Punkten | ausgeschieden      | ausgeschieden     | ausgeschieden   | ausgeschieden           | 5      |
| Hans Ziglarski     | Bantamgewicht     | Freilos            | Freilos           | Paul Nicolas     | Sieg nach Punkten       | Joseph Lang        | Sieg nach Punkten | Horace Gwynne   | Niederlage nach Punkten | Silber |

### Fechten
| Athleten     | Wettbewerb    | 1. Runde | 1. Runde | Halbfinale | Halbfinale | Finale  | Finale | Rang |
| Athleten     | Wettbewerb    | Treffer  | Rang     | Treffer    | Rang       | Treffer | Rang   | Rang |
| ------------ | ------------- | -------- | -------- | ---------- | ---------- | ------- | ------ | ---- |
| Frauen       |               |          |          |            |            |         |        |      |
| Helene Mayer | Leichtgewicht | –        | –        | 35:6       | 1          | 38:27   | 5      | 5    |
| Männer       |               |          |          |            |            |         |        |      |
| Erwin Casmir | Degen         | DNS      | DNS      | DNS        | DNS        | DNS     | DNS    | DNS  |
| Erwin Casmir | Florett       | 28:14    | 4        | 37:16      | 1          | 36:34   | 5      | 5    |
| Erwin Casmir | Säbel         | 15:5     | 4        | 23:14      | 3          | 32:30   | 4      | 4    |

### Gewichtheben
| Athleten          | Wettbewerb          | Drücken (kg) | Reißen (kg) | Umsetzen & Stoßen (kg) | Gesamtgewicht (kg) | Rang   |
| ----------------- | ------------------- | ------------ | ----------- | ---------------------- | ------------------ | ------ |
| Männer            |                     |              |             |                        |                    |        |
| Helmut Schäfer    | Klasse bis 60 kg    | 77,5         | 77,5        | 112,5                  | 267,5              | 4      |
| Hans Wölpert      | Klasse bis 60 kg    | 85,0         | 87,5        | 110,0                  | 282,5              | Silber |
| Rudolf Ismayr     | Klasse bis 75 kg    | 102,5        | 110,0 OR    | 132,5                  | 345,0 OR           | Gold   |
| Josef Straßberger | Klasse über 82,5 kg | 125,0 OR     | 110,0       | 142,5                  | 377,5              | 5      |

### Leichtathletik
Laufen und Gehen
| Athleten                                                        | Wettbewerb        | Vorlauf     | Vorlauf | Viertelfinale | Viertelfinale | Halbfinale    | Halbfinale    | Finale        | Finale        | Rang          |
| Athleten                                                        | Wettbewerb        | Zeit        | Rang    | Zeit          | Rang          | Zeit          | Rang          | Zeit          | Rang          | Rang          |
| --------------------------------------------------------------- | ----------------- | ----------- | ------- | ------------- | ------------- | ------------- | ------------- | ------------- | ------------- | ------------- |
| Frauen                                                          |                   |             |         |               |               |               |               |               |               |               |
| Marie Dollinger                                                 | 100 m             | 12,2 s      | 3       | –             | –             | 12,4 s        | 8             | 12,2 s        | 4             | 4             |
| Grete Heublein Ellen Braumüller Tilly Fleischer Marie Dollinger | 4 × 100-m-Staffel | –           | –       | –             | –             | –             | –             | 50,0 s        | 6             | 6             |
| Männer                                                          |                   |             |         |               |               |               |               |               |               |               |
| Ernst Geerling                                                  | 100 m             | 11,3 s      | 23      | 11,1 s        | 18            | ausgeschieden | ausgeschieden | ausgeschieden | ausgeschieden | 18            |
| Helmut Körnig                                                   | 200 m             | 11,0 s      | 8       | 11,0 s        | 15            | 11,2 s        | 12            | ausgeschieden | ausgeschieden | 12            |
| Arthur Jonath                                                   | 100 m             | 10,6 s OR   | 1       | 10,68 s       | 3             | 10,71 s       | 3             | 10,50 s       | 3             | Bronze        |
| Arthur Jonath                                                   | 200 m             | 21,9 s      | 1       | 21,4 s        | 1             | 21,5 s        | 1             | 21,5 s        | 4             | 4             |
| Erich Borchmeyer                                                | 200 m             | 22,1 s      | 1       | 21,6 s        | 6             | 21,8 s        | 8             | ausgeschieden | ausgeschieden | 8             |
| Fritz Hendrix                                                   | 200 m             | 22,9 s      | 2       | 21,9 s        | 14            | ausgeschieden | ausgeschieden | ausgeschieden | ausgeschieden | 14            |
| Joachim Büchner                                                 | 400 m             | 49,3 s      | 7       | 48,9 s        | 7             | 49,2 s        | 12            | ausgeschieden | ausgeschieden | 12            |
| Adolf Metzner                                                   | 400 m             | 50,4 s      | 20      | 49,2 s        | 12            | ausgeschieden | ausgeschieden | ausgeschieden | ausgeschieden | 14            |
| Walter Nehb                                                     | 400 m             | 49,4 s      | 8       | ausgeschieden | ausgeschieden | ausgeschieden | ausgeschieden | ausgeschieden | ausgeschieden | 19            |
| Max Danz                                                        | 800 m             | 1:58,9 min  | 17      | –             | –             | –             | –             | ausgeschieden | ausgeschieden | 17            |
| Otto Peltzer                                                    | 800 m             | 1:53,6 min  | 5       | –             | –             | –             | –             | 1:55,0 min    | 9             | 9             |
| Otto Peltzer                                                    | 1500 m            | DNF         | DNF     | –             | –             | –             | –             | ausgeschieden | ausgeschieden | ausgeschieden |
| Max Syring                                                      | 5000 m            | 15:48,5 min | 13–15   | –             | –             | –             | –             | ausgeschieden | ausgeschieden | 13–15         |
| Max Syring                                                      | 10.000 m          | –           | –       | –             | –             | –             | –             | 31:35,0 min   | 5             | 5             |
| Karl Hähnel                                                     | 50 km Gehen       | –           | –       | –             | –             | –             | –             | 5:06:06 h     | 4             | 4             |
| Paul Sievert                                                    | 50 km Gehen       | –           | –       | –             | –             | –             | –             | 5:16:41 h     | 6             | 6             |
| Paul de Bruyn                                                   | Marathon          | –           | –       | –             | –             | –             | –             | 2:52:39 h     | 15            | 15            |
| Erwin Wegner                                                    | 110 m Hürden      | 15,1 s      | 8       | –             | –             | unbekannt     | 6–11          | ausgeschieden | ausgeschieden | 6–11          |
| Willi Welscher                                                  | 110 m Hürden      | 14,8 s      | 2       | –             | –             | 14,8 s        | 5–11          | DSQ           | DSQ           | DSQ           |
| Fritz Nottbrock                                                 | 400 m Hürden      | 55,0 s      | 5       | –             | –             | 53,7 s        | 10            | ausgeschieden | ausgeschieden | 10            |
| Helmut Körnig Fritz Hendrix Erich Borchmeyer Arthur Jonath      | 4 × 100-m-Staffel | –           | –       | –             | –             | 41,22 s       | 2             | 40,9 s        | 40,9 s        | Silber        |
| Joachim Büchner Walter Nehb Adolf Metzner Otto Peltzer          | 4 × 400-m-Staffel | –           | –       | –             | –             | 3:25,4 min    | 6             | 3:14,4 min    | 3:14,4 min    | 4             |

Springen und Werfen
| Athleten              | Wettbewerb  | Finale     | Finale | Rang   |
| Athleten              | Wettbewerb  | Weite/Höhe | Rang   | Rang   |
| --------------------- | ----------- | ---------- | ------ | ------ |
| Frauen                |             |            |        |        |
| Helma Notte           | Hochsprung  | 1,55 m     | 7      | 7      |
| Grete Heublein        | Diskuswurf  | 34,66 m    | 5      | 5      |
| Tilly Fleischer       | Diskuswurf  | 36,12 m    | 4      | 9      |
| Tilly Fleischer       | Speerwurf   | 43,01 m    | 3      | Bronze |
| Ellen Braumüller      | Hochsprung  | 1,41 m     | 10     | 10     |
| Ellen Braumüller      | Diskuswurf  | 33,15 m    | 8      | 8      |
| Ellen Braumüller      | Speerwurf   | 43,50 m    | 2      | Silber |
| Männer                |             |            |        |        |
| Erich Köchermann      | Weitsprung  | 5,75 m     | 11     | 11     |
| Emil Hirschfeld       | Kugelstoßen | 15,560 m   | 4      | 4      |
| Emil Hirschfeld       | Diskuswurf  | 42,42 m    | 14     | 14     |
| Hans-Heinrich Sievert | Kugelstoßen | 15,070 m   | 6      | 6      |
| Hans-Heinrich Sievert | Diskuswurf  | 44,51 m    | 11     | 11     |
| Gottfried Weimann     | Speerwurf   | 68,18 m    | 4      | 4      |

Mehrkampf
| Athleten              | 100 m  | 100 m | Weitsprung | Weitsprung | Kugelstoßen | Kugelstoßen | Hochsprung | Hochsprung | 400 m  | 400 m | 110 m Hürden | 110 m Hürden | Diskuswurf | Diskuswurf | Stabhochsprung | Stabhochsprung | Speerwurf | Speerwurf | 1500 m     | 1500 m | Punkte | Rang   |
| Athleten              | Zeit   | Pkte. | Weite      | Pkte.      | Weite       | Pkte.       | Höhe       | Pkte.      | Zeit   | Pkte. | Zeit         | Pkte.        | Weite      | Pkte.      | Höhe           | Pkte.          | Weite     | Pkte.     | Zeit       | Pkte.  | Punkte | Rang   |
| --------------------- | ------ | ----- | ---------- | ---------- | ----------- | ----------- | ---------- | ---------- | ------ | ----- | ------------ | ------------ | ---------- | ---------- | -------------- | -------------- | --------- | --------- | ---------- | ------ | ------ | ------ |
| Zehnkampf Männer      |        |       |            |            |             |             |            |            |        |       |              |              |            |            |                |                |           |           |            |        |        |        |
| Wolrad Eberle         | 11,4 s | 723   | 6,77 m     | 760        | 13,22 m     | 681         | 1,65 m     | 504        | 50,8 s | 772   | 16,7 s       | 631          | 41,34 m    | 692        | 3,50 m         | 482            | 57,49 m   | 700       | 4:34,4 min | 716    | 6661   | Bronze |
| Hans-Heinrich Sievert | 11,4 s | 723   | 6,97 m     | 807        | 14,50 m     | 759         | 1,78 m     | 610        | 53,6 s | 650   | 16,1 s       | 695          | 44,54 m    | 757        | 3,20 m         | 406            | 53,91 m   | 647       | 5:18,0 min | 461    | 6515   | 5      |
| Erwin Wegner          | 11,4 s | 723   | 6,41 m     | 677        | 11,70 m     | 588         | 1,65 m     | 504        | 51,6 s | 736   | 15,4 s       | 774          | 33,26 m    | 529        | 3,10 m         | 381            | 53,83 m   | 645       | 4:47,8 min | 632    | 6189   | 9      |

### Moderner Fünfkampf
| Athleten       | Schießen | Schwimmen | Fechten | Laufen | Reiten | Rang |
| Athleten       | Rang     | Rang      | Rang    | Rang   | Rang   | Rang |
| -------------- | -------- | --------- | ------- | ------ | ------ | ---- |
| Männer         |          |           |         |        |        |      |
| Konrad Miersch | 5        | 17        | 10      | 6      | 10     | 6    |
| Helmuth Naudé  | 15       | 11        | 10      | 9      | 18     | 17   |
| Willi Remer    | 4        | 13        | 10      | 8      | 12     | 5    |

### Radsport

#### Straße
| Athleten                               | Wettbewerb               | Zeit        | Rang |
| -------------------------------------- | ------------------------ | ----------- | ---- |
| Männer                                 |                          |             |      |
| Hubert Ebner                           | Straßenrennen            | 2:52:30,0 h | 32   |
| Julius Maus                            | Straßenrennen            | 2:45:15,0 h | 30   |
| Henry Tröndle                          | Straßenrennen            | DNF         | DNF  |
| Werner Wittig                          | Straßenrennen            | 2:43:36,2 h | 28   |
| Werner Wittig Julius Maus Hubert Ebner | Mannschaftsstraßenrennen | 8:21:21,2 m | 8    |

### Ringen
| Athleten        | Wettbewerb                       | 1. Runde       | 1. Runde   | 2. Runde         | 2. Runde   | 3. Runde        | 3. Runde   | 4. Runde         | 4. Runde   | 5. Runde         | 5. Runde      | Rang   |
| Athleten        | Wettbewerb                       | Gegner         | Ergebnis   | Gegner           | Ergebnis   | Gegner          | Ergebnis   | Gegner           | Ergebnis   | Gegner           | Ergebnis      | Rang   |
| --------------- | -------------------------------- | -------------- | ---------- | ---------------- | ---------- | --------------- | ---------- | ---------------- | ---------- | ---------------- | ------------- | ------ |
| Männer          |                                  |                |            |                  |            |                 |            |                  |            |                  |               |        |
| Jakob Brendel   | Griechisch-römisch Bantamgewicht | Aatos Jaskari  | Sieg       | Georges Zervinis | Sieg       | Herman Tuvesson | Sieg       | Freilos          | Freilos    | Marcello Nizzola | Sieg          | Gold   |
| Wolfgang Ehrl   | Griechisch-römisch Federgewicht  | Ödön Zombori   | Sieg       | Oscar Lindelöf   | Sieg       | Jindřich Maudr  | Sieg       | Giovanni Gozzi   | Sieg       | Lauri Koskela    | Sieg          | Silber |
| Eduard Sperling | Griechisch-römisch Leichtgewicht | Erik Malmberg  | Niederlage | Abraham Kurland  | Sieg       | Aarne Reini     | Sieg       | –                | –          | ausgeschieden    | ausgeschieden | Bronze |
| Jean Földeak    | Griechisch-römisch Mittelgewicht | Axel Cadier    | Sieg       | Väinö Kokkinen   | Niederlage | –               | –          | –                | –          | –                | –             | Silber |
| Jean Földeak    | Freistil Weltergewicht           | Børge Jensen   | Sieg       | Ludvig Lindblom  | Sieg       | Freilos         | Freilos    | Daniel MacDonald | Niederlage | ausgeschieden    | ausgeschieden | 4      |
| Georg Gehring   | Griechisch-römisch Schwergewicht | Aleardo Donati | Sieg       | Carl Westergren  | Sieg       | Josef Urban     | Niederlage | –                | –          | ausgeschieden    | ausgeschieden | 4      |

### Rudern
| Athleten | Wettbewerb             | Vorlauf    | Vorlauf       | Hoffnungslauf | Hoffnungslauf | Finale        | Finale        | Rang   |
| Athleten | Wettbewerb             | Zeit       | Qualifikation | Zeit          | Qualifikation | Zeit          | Rang          | Rang   |
| --- | ---------------------- | ---------- | ------------- | ------------- | ------------- | ------------- | ------------- | ------ |
| Männer |                        |            |               |               |               |               |               |        |
| Gerhard Boetzelen Herbert Buhtz | Doppelzweier           | 7:21,4 min | Hoffnungslauf | 7:28,4        | Finale        | 7:22,8 min    | 2             | Silber |
| Karl Aletter Walter Flinsch Ernst Gaber Hans Maier | Vierer ohne Steuermann | 7:37,8 min | Hoffnungslauf | 7:17,2 min    | Finale        | 7:03,0 min    | 2             | Silber |
| Hans Eller Horst Hoeck Walter Meyer Carlheinz Neumann (Steuermann) Joachim Spremberg                                                                         | Vierer mit Steuermann  | 7:09,2 min | Hoffnungslauf | 7:38,8 min    | Finale        | 7:19,0 min    | 1             | Gold   |
| Karl Aletter Fritz Bauer (Steuermann) Heinrich Bender Gerhard von Düsterlho Walter Flinsch Ernst Gaber Hans-Wolfgang Heidland Theodor Hüllinghoff Hans Maier | Achter                 | 6:36,8 min | Hoffnungslauf | 7:10,6 min    | ausgeschieden | ausgeschieden | ausgeschieden | 6      |

### Schießen
| Athleten  | Wettbewerb               | 1. Runde | 2. Runde | 3. Runde | 4. Runde | 5. Runde | Gesamt | Gesamt |
| Athleten  | Wettbewerb               | Punkte   | Punkte   | Punkte   | Punkte   | Punkte   | Punkte | Rang   |
| --------- | ------------------------ | -------- | -------- | -------- | -------- | -------- | ------ | ------ |
| Männer    |                          |          |          |          |          |          |        |        |
| Heinz Hax | 25 m Schnellfeuerpistole | 18       | 6        | 6        | 6        | 4        | 40     | Silber |

### Schwimmen
| Athleten      | Wettbewerb   | Vorlauf    | Vorlauf | Halbfinale | Halbfinale | Finale     | Finale | Rang |
| Athleten      | Wettbewerb   | Zeit       | Rang    | Zeit       | Rang       | Zeit       | Rang   | Rang |
| ------------- | ------------ | ---------- | ------- | ---------- | ---------- | ---------- | ------ | ---- |
| Männer        |              |            |         |            |            |            |        |      |
| Ernst Küppers | 100 m Rücken | 1:10,2 min | 3       | 1:09,8 min | 2          | 1:11,3 min | 5      | 5    |
| Erwin Sietas  | 200 m Brust  | 2:51,0 min | 5       | 2:47,6 min | 3          | 2:48,0 min | 4      | 4    |

### Segeln
| Athleten   | Wettbewerb   | 1. Runde | 1. Runde | 2. Runde | 2. Runde | 3. Runde | 3. Runde | 4. Runde | 4. Runde | 5. Runde | 5. Runde | 6. Runde | 6. Runde | 7. Runde | 7. Runde | 8. Runde | 8. Runde | 9. Runde | 9. Runde | 10. Runde | 10. Runde | 11. Runde | 11. Runde | Punkte | Rang |
| Athleten   | Wettbewerb   | Rang     | Pkte.    | Rang     | Pkte.    | Rang     | Pkte.    | Rang     | Pkte.    | Rang     | Pkte.    | Rang     | Pkte.    | Rang     | Pkte.    | Rang     | Pkte.    | Rang     | Pkte.    | Rang      | Pkte.     | Rang      | Pkte.     | Punkte | Rang |
| ---------- | ------------ | -------- | -------- | -------- | -------- | -------- | -------- | -------- | -------- | -------- | -------- | -------- | -------- | -------- | -------- | -------- | -------- | -------- | -------- | --------- | --------- | --------- | --------- | ------ | ---- |
| Männer     |              |          |          |          |          |          |          |          |          |          |          |          |          |          |          |          |          |          |          |           |           |           |           |        |      |
| Edgar Behr | 12-Fuß-Jolle | 10       | 2        | 2        | 10       | 3        | 9        | 2        | 10       | 6        | 6        | 5        | 7        | 6        | 6        | 4        | 8        | DSQ      | DSQ      | 2         | 10        | 6         | 6         | 74     | 4    |

### Wasserball
| Wettbewerb   | Männer |
| ------------ | --- |
| Athleten     | Emil Benecke Otto Cordes Hans Eckstein Fritz Gunst Erich Rademacher Joachim Rademacher Hans Schulze Heiko Schwartz |
| Gruppenphase | Brasilien 7:3 Ungarn 2:6 Vereinigte Staaten 4:4 Japan 10:0                                                         |
| Platzierung  | Silber |

### Wasserspringen
| Athleten           | Wettbewerb        | Finale | Rang | Rang |
| ------------------ | ----------------- | ------ | ---- | ---- |
| Frauen             |                   |        |      |      |
| Olga Jensch-Jordan | 3-m-Kunstspringen | 77,60  | 4    | 4    |
| Männer             |                   |        |      |      |
| Leo Esser          | 3-m-Kunstspringen | 134,30 | 5    | 5    |